# معامل الأداء
معامل الأداء (بالإنجليزية: Coefficient Of Performance)‏ (يختصر COP ويشار له بـCP or CoP)، هو النسبة بين الحرارة المستفاد بها سواء بالتبريد أو التسخين والشغل المبذول، سواء لمضخة حرارية أو ثلّاجة أو نظام تكييف الهواء. كلما زاد معامل الأدء، دلّ ذلك على انخفاض تكاليف التشغيل. وتتجاوز قيمة معامل الأداء الواحد الصحيح، خاصة في المضخات الحرارية، حيث أنها لا تقوم بتحويل الشغل إلى حرارة فقط (وهو ما سيجعل قيمة معامل الأداء 1 إذا كانت كفاءة التحويل 100%)، وإنما تضخ أيضًا حرارة إضافية من خزان حراري إلى المكان المراد إضافة الحرارة له. للأنظمة الكاملة، يجب أن يشمل حساب معامل الأداء استهلاك كافة أجزاء النظام للطاقة. ويعتمد معامل الأداء بصورة كبيرة على ظروف التشغيل، خاصة درجة الحرارة المطلقة ودرجة الحرارة النسبية بين النظام ومصرف الحرارة.

## المعادلة
المعادلة هي:
{\displaystyle COP>{\frac {Q}{W}}}
حيث
- {\displaystyle Q\ } هي الحرارة التي استفاد بها النظام.
- {\displaystyle W\ } هو الشغل الميكانيكي اللازم.

يختلف معامل الأداء في حالة التبريد عنه في حالة التسخين، نظرًا لتباين الخزان الحراري بين العمليتين. ففي حالة التسخين، معامل الأداء يساوي النسبة بين الحرارة المزالة من الخزان البارد (الغرض من العملية) إلى الشغل اللازم، أما في حالة التبريد، فيساوي النسبة بين الحرارة المضافة إلى الخزان البارد (الغرض من العملية) إلى الشغل اللازم، أي بين الحرارة المزالة من الخزان البارد بالإضافة للشغل المبذول والشغل المبذول.
{\displaystyle COP_{heating}>{\frac {|Q_{H}|}{W}}={\frac {|Q_{C}|+W}{W}}}
{\displaystyle COP_{cooling}>{\frac {|Q_{C}|}{W}}}
حيث
- {\displaystyle {Q_{C}}} هي الحرارة المزالة من الخزان الساخن.
- {\displaystyle {Q_{H}}} هي الحرارة المضافة إلى الخزان البارد.

## اشتقاق المعادلة
وفقًا للقانون الأول للديناميكا الحرارية، للأنظمة العكوسية يكون: {\displaystyle Q_{hot}=Q_{cold}+W} و {\displaystyle W=Q_{hot}-Q_{cold}}, حيث {\displaystyle Q_{hot}} هي الحرارة المنقولة إلى الخزان الساخن، و {\displaystyle Q_{cold}} هي الحرارة المنقولة من الخزان البارد.

وبالتعويض بقيمة الشغل W يكون لدينا:

{\displaystyle COP_{heating}={\frac {Q_{hot}}{Q_{hot}-Q_{cold}}}}
وفي حالة المضخات الحرارية عند أقصى كفاءة نظرية (كفاءة كارنو)، يكون: 
{\displaystyle {\frac {Q_{hot}}{T_{hot}}}={\frac {Q_{cold}}{T_{cold}}}} و {\displaystyle Q_{cold}={\frac {Q_{hot}T_{cold}}{T_{hot}}}}
حيث {\displaystyle T_{hot}} و{\displaystyle T_{cold}} هما درجتا الحرارة للخزانين الساخن والبارد على الترتيب.
ملاحظة: يجب استخدام درجة الحرارة المطلقة في هذه المعادلات، مثل كيلفين (K) أو رانكين (R).
وبالتالي فعند أقصى كفاءة نظرية يمكن كتابة العلاقة بالصورة التالية:

{\displaystyle COP_{heating}={\frac {T_{hot}}{T_{hot}-T_{cold}}}}
وهي تساوي مقلوب الكفاءة المثالية للمحرك الحراري، حيث أن المضخة الحرارية هي محرك حراري يعمل بصورة عكسية.
بالمثل يكون:

{\displaystyle COP_{cooling}={\frac {Q_{cold}}{Q_{hot}-Q_{cold}}}={\frac {T_{cold}}{T_{hot}-T_{cold}}}}
في أوروبا، يستخدم {\displaystyle COP_{heating}} مع المضخات الحرارية، بينما يستخدم {\displaystyle COP_{cooling}} مع تكييفات الهواء والثلاجات. أما المحركات الحرارية فنستخدم الكفاءة. دائمًا ما تكون قيم معاملات الأداء للأنظمة الحقيقية أقل من القيم النظرية القصوى.

## تحسين معامل الأداء
وفقًا للمعادلة السابقة، يمكن تحسين معامل الأداء للمضخة الحرارية من خلال تقليل الفرق بين {\displaystyle T_{hot}} و{\displaystyle T_{cold}} التي يعمل عندها النظام. ويعني ذلك الأنظمة الحرارية أمرين: 1) رفع درجة الحرارة النظام إلى قرابة 30 °م (86 °ف) وهو ما يتطلب تدفئة الجدران والأرضية والسقف بأنظمة أنابيب، 2) زيادة درجة حرارة المصدر ويمكن استخدام الحرارة الأرضية أو مخزن يتم تدفئته شمسيًا وغيرها من الطرق التي تحقق ذلك. وبالنسبة لمبرد الهواء، يمكن تحسين معامل أداءه باستخدام المياه كمدخل بدلًا من الهواء، وتقليل درجة حرارة الخارج من خلال زيادة معدل سريان الهواء.